# 日刊宗谷
日刊宗谷（にっかんそうや）は、宗谷新聞社が北海道宗谷総合振興局管内をエリアに発行する地方新聞。日本新聞協会には非加盟。稚内プレスとともに日本最北端で発行する地方新聞社。設立は1948年、発行部数は公称17,000部。月額1500円、1部売り80円。

## 本社・支局

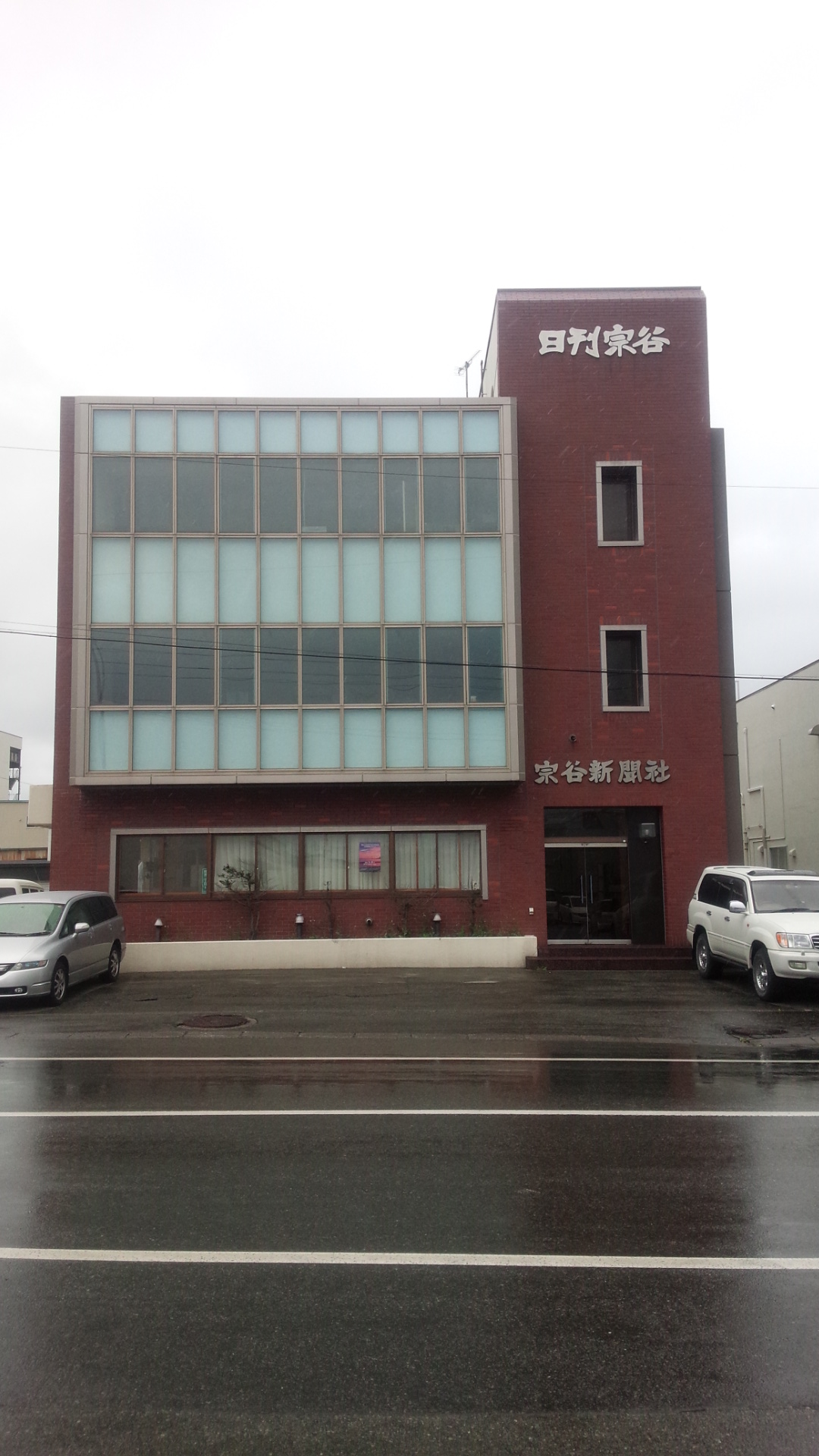
宗谷新聞社本社屋

- 本社
  - 北海道稚内市開運2丁目1番8号

- 支局
  - 枝幸支局（枝幸町）
  - 沓形支局（利尻町）
  - 豊富支局（豊富町）
  - 浜頓別支局（浜頓別町）

## 番組欄
- 地上波とBS（NHKと無料民放のみ）のテレビ番組欄を掲載。
  - STVで毎週土曜日9:25からに道北・北空知・オホーツク管内向けに放送される「稚内市民ニュース」で土曜日発行の本誌番組欄に本日の放送予定が掲載されている。ちなみに「稚内市民ニュース」と新聞の番組欄に明記されているのは本誌のみである（北海道新聞や全国紙では「各地市民N」の表記のみとなっている）

## 休刊日
- 毎週月曜日・祝祭日の翌日は休刊。（大型連休時は中間に臨時発行する）